# Rävröd örtblomfluga
Rävröd örtblomfluga (Cheilosia chrysocoma) är en tvåvingeart som först beskrevs av Johann Wilhelm Meigen 1822.  Rävröd örtblomfluga ingår i släktet örtblomflugor, och familjen blomflugor.
Artens utbredningsområde är Tyskland. Arten är reproducerande i Sverige. Inga underarter finns listade i Catalogue of Life.